# Любомир Томов
Любомир Петров Томов е български лекар-интернист и кардиолог, професор.

## Биография
Любомир Томов е роден на 21 юни 1914 г. в град Хасково. Баща му е учител по професия, но умира когато синът му е само на 9 години.
Завършва гимназия в родния си град, а през 1929 г. постъпва в морското училище във Варна. Пет години по-късно е съден по обвинение за участие в конспирация. Оправдан е от съда, но е изключен от училището като неблагонадежден. Същата година постъпва в Медицинския факултет на Софийския университет, който завършва през 1940 година. В същата година участва в Конгреса за мир в Белград като стажант-лекар.
През 1940 г. започва работа като участъков лекар в с. Виноградец и с. Ветрен, Пазарджишко, където остава до 1942 г. След това специализира вътрешни болести в терапевтичната клиника на Медицинския факултет.
След бомбардировките на София през 1944 г. е граждански мобилизиран в Хасково в Първостепенната болница, където го заварва Девети септември.
Участва във втората фаза на Втората световна война като лекар евакуатор на 30-и пехотен полк, а по-късно като помощник-командир на етапния лекар. През 1945 година е назначен за асистент към амбулаторията на вътрешните клиники, през 1950 г. – повишен в старши асистент и преместен във вътрешната клиника, ръководена от проф. Чилов. През 1957 г. става редовен доцент, а през 1963 г. – професор към катедрата по вътрешни болести.
От 1946 г. до 1949 г. е аспирант в клиниката на проф. Георги Ланг в Ленинград, където защитава дисертационен труд и му е присъдена научната степен „Кандидат на медицинските науки“. След като се връща в България, е прехвърлен в клиниката по вътрешни болести (1-ва вътрешна клиника), в която работи до пенсионирането си през 1979 година.
От 1958 г. до 1960 г. е заместник-декан на Медицинския факултет, а от 1964 г. до 1968 г. е декан там. От 15 май 1972 г. заема длъжността заместник-ректор по лечебната работа на Медицинска академия.
От 1952 г. е заместник редактор на сп. „Вътрешни болести“.
От 1972 г. ръководи секцията „Медико-социални проблеми на стареенето“ към Отдела по геронтология и гериатрия на Научен институт по ендокринология, геронтология и гериатрия към Медицинска академия.
Първи ръководител е на самостоятелната Клиника по кардиология, част от Катедрата по вътрешни болести на Медицинска академия.
От 1977 г. е председател на кардио-ревматологичното дружество.
В продължение на пет години е член на медикобиологичната комисия при Висшата атестационна комисия (ВАК), а по-късно и член на Президиума на ВАК.
Председател е на Специализирания съвет по кардиология, пневмология, хематология и клинична фармакология.
Проф. Томов е съавтор на седем монографии, редактор на пет монографии, съавтор на 4 учебника по вътрешни болести и автор на повече от сто научни съобщения.
Личен архивен фонд № 2266 „Томов, Любомир Петров (1914– )“ се съхранява в Държавен архив – София. Съставен е от 191 архивни единици за периода 1923 – 1983 г.

## Съчинения
- „Клинична картина и лечение“ – в съавторство с Илия Томов, София, 1968 г.
- „Диагностични грешки в кардиологията“ – в съавторство с Илия Томов и Владимир Владимиров, София, 1969 г.
- „Инструментални методи за изследване на сърдечно-съдовата система“ – колектив, под редакцията на проф. Л. Томов, София, 1980 г.
- „Клинична електрокардиография и векторкардиография“ – в съавторство с Илия Томов, София, 1981 г.
- Ритъмни нарушения на сърдечната дейност – в съавторство с Илия Томов, София, 1981 г.
- „Пазете сърцето си“ – в съавторство с Владимир Владимиров, София, 1985 г.
- „Продължителен стрес и здравно състояние“, София, 1988 г.

## Награди
- Във връзка с честването на 15 години Народна власт, проф. Л. Томов е награден с орден „Кирил и Методий“ I степен,
- Във връзка с 50-годишнината му с орден „Червено знаме на труда“,
- Във връзка с 60-годишнината му със „Заслужил деятел на науката“.[4]
- „Народен деятел на науката“ (1981).[5]